# Meininga
Meininga was een steenhuis in de buurtschap Juursemakluft nabij Niezijl in de Nederlandse provincie Groningen. Op de plek van het steenhuis staat volgens Formsma tegenwoordig een boerderij. De locatie is echter niet met zekerheid bekend.

## Geschiedenis
Het steenhuis was in de 15e eeuw eigendom van de familie Meininga, waarvan het wapen is weergegeven op twee grafstenen van aanzienlijke families in de Martinikerk in Groningen. In 1540 was Eylert Meininga bezitter van 51 grazen (ongeveer 25 hectare) land rond Juursemakluft, dat toen ook wel Oldekerk-Beneden werd genoemd. In 1591 zat de familie in de schulden en hield  Johan de Mepsche van de borg Piloersema de 'Meiningazate' als onderpand. In 1595 verkochten zijn broer Frederik de Mepsche en zijn vrouw Oede Entens het huis terug aan hun 'vedderen' (familieleden) Geert Wicheringe Meininga en zijn vrouw Elisabeth Mathijs. Het goed omvatte toen een steenhuis, bouwhuis, hoving, grachten en singels, heerlijkheden en gerechtigdheden en omvatte 55 grazen land. Op dat moment woonde Claes Jacobs in het huis. De dochter van Geert, Helena Wicheringe, trouwde met Johan de Mepsche, de zoon van Rembt de Mepsche, de jongere broer van de eerder genoemde Johan en Frederik. Hierdoor bleef het huis in de familie. Waarschijnlijk hebben zij er niet gewoond, evenmin als hun zonen Rembt en Gerhard die in 1660, 1663 en 1672 worden genoemd 'op Meininga'. 
In 1696 werd Meininga (toen 64 grazen groot) aangekocht door Tieert Fockes, een gewone boer. Vanwege zijn status als eigenerfde mocht hij wel voor Niezijl compareren op de Ommelander Landdag tussen 1696 en 1721. In de loop der eeuwen is het steenhuis verdwenen en vervangen door een gewone boerderij. 

## Locatie
De locatie is niet met zekerheid bekend daar Meininga alleen op 17e-eeuwse kaarten globaal staat aangegeven. De huidige locatie wordt op de archeologische monumentenkaart op twee plekken aangegeven: Een terrein aan de Friesestraatweg (N355) ten westen van boerderij Hiddemaheerd (Rijksstraatweg 2) en op de plek van boerderij Meiningaheerd (Rijksstraatweg 6) ten zuidwesten daarvan. De plek van de eerste lijkt wat onlogisch daar Meininga een stuk ten zuidwesten van Niezijl wordt aangegeven en niet ten westen. Op de plek van de laatste boerderij stonden begin 19e eeuw twee boerderijen. Van een borgstee is dan al niets meer te zien. Wanneer het steenhuis dus daar gestaan heeft hebben de eigenaren in de eeuw ervoor het terrein onherkenbaar veranderd. De huidige boerderij werd gebouwd in 1890 en kreeg rond 1920 haar huidige aanzien. Later werden er nog een aantal grote schuren omheen gebouwd.